# Luciano Balbi
Luciano Balbi (Rosario, 4 d'abril de 1989) és un futbolista professional argentí que juga com a lateral esquerre per l'Extremadura UD
.

## Palmarès
Lanús
- Copa Sudamericana: 2013